# Borís i Gleb
Borís i Gleb, batejats ja d'adults amb els noms cristians de David i Romà, van ser dos germans nascuts a Kíev, fills del príncep sant Vladímir I de Kíev i d'Anna Porfirogènita, germana de l'emperador romà d'Orient Basili II Bulgaròcton. Van ser els primers sants canonitzats al principat de Kíev després que hagués estat cristianitzat.

## Vida
Borís i Gleb (en ucraïnès: Борис і Гліб, Borýs i Hlib; en belarús: Барыс і Глеб, Barís i Hleb; en rus: Борис и Глеб, Borís i Gleb) van ser, d'acord amb dues vides escrites al segle xi (obres de Nèstor el Cronista i Jaume el Monjo), fills de Vladímir I de Kíev, que havia promogut el cristianisme al seu regne. Segons les fonts, eren fills d'Anna Porfirogènita o de dues mares diferents (sembla el més probable). En morir Vladímir, va dividir la corona entre els seus dotze fills. Durant les lluites intestines que van seguir, Borís i Gleb van ser morts entre 1015 i 1019.
Les vides detallen que, un cop mort Vladímir el Sant, Sviatopolk, el primogènit, va voler tenir el poder absolut sobre tot el territori i envià sicaris per matar els altres germans. Borís, príncep de Rostov, era el fill més instruït i ell mateix havia introduït Gleb a la doctrina cristiana. Molt estimat pels seus súbdits, havia estat enviat a sufocar una revolta dels petxenegs, poble nòmada de la mar Negra. Avisat de l'arribada dels sicaris que enviava son germà, va romandre fidel al text bíblic «si algú de vosaltres diu que estima Déu i aixeca la mà contra son propi germà, llavors és un mentider»: va llicenciar les seves tropes i va esperar els assassins amb uns pocs servents. Va ser atacat i el van deixar per mort, abandonant el seu cos dintre d'un sac el 24 de juliol de 1015. Sviatopolk va assabentar-se que encara vivia i va enviar dos sicaris més, que van travessar-lo amb una espasa.
Gleb, governador de Múrom, va morir el 5 de setembre del mateix any, mentre tornava a Kíev per assistir als funerals de Borís. Va morir assassinat al vaixell amb el qual navegava pel Dnièper, a l'altura de Smolensk.
Més tard, Jaroslav, germà de tots dos, va derrotar Sviatopolk en 1019. L'any següent va portar les despulles de Borís i Gleb a Sant Basili de Víxhorod. Algunes fonts, que els historiadors més moderns creuen més fiables, apunten el fet que va ser Jaroslav qui va ordenar la mort dels dos germans, per tal de prendre el poder.

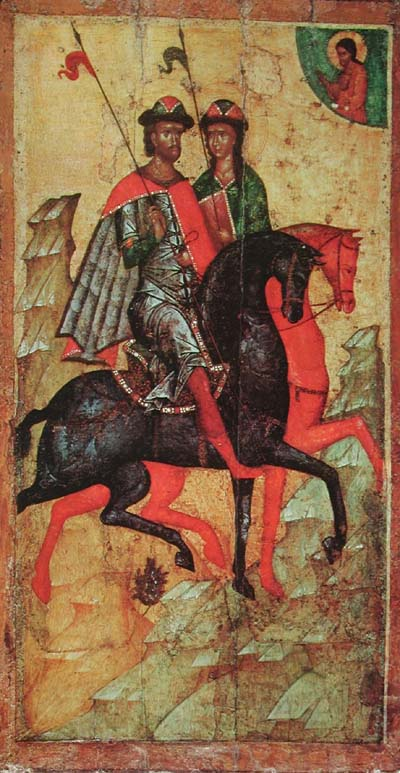
Els dos sants a cavall. Moscou, mitjan segle xiv (Moscou, Galeria Tret'akov)
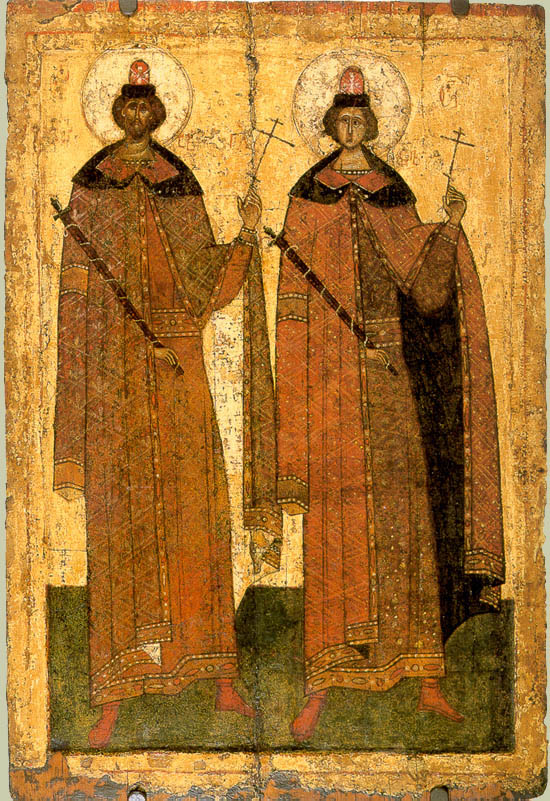
Icona del segle xiv
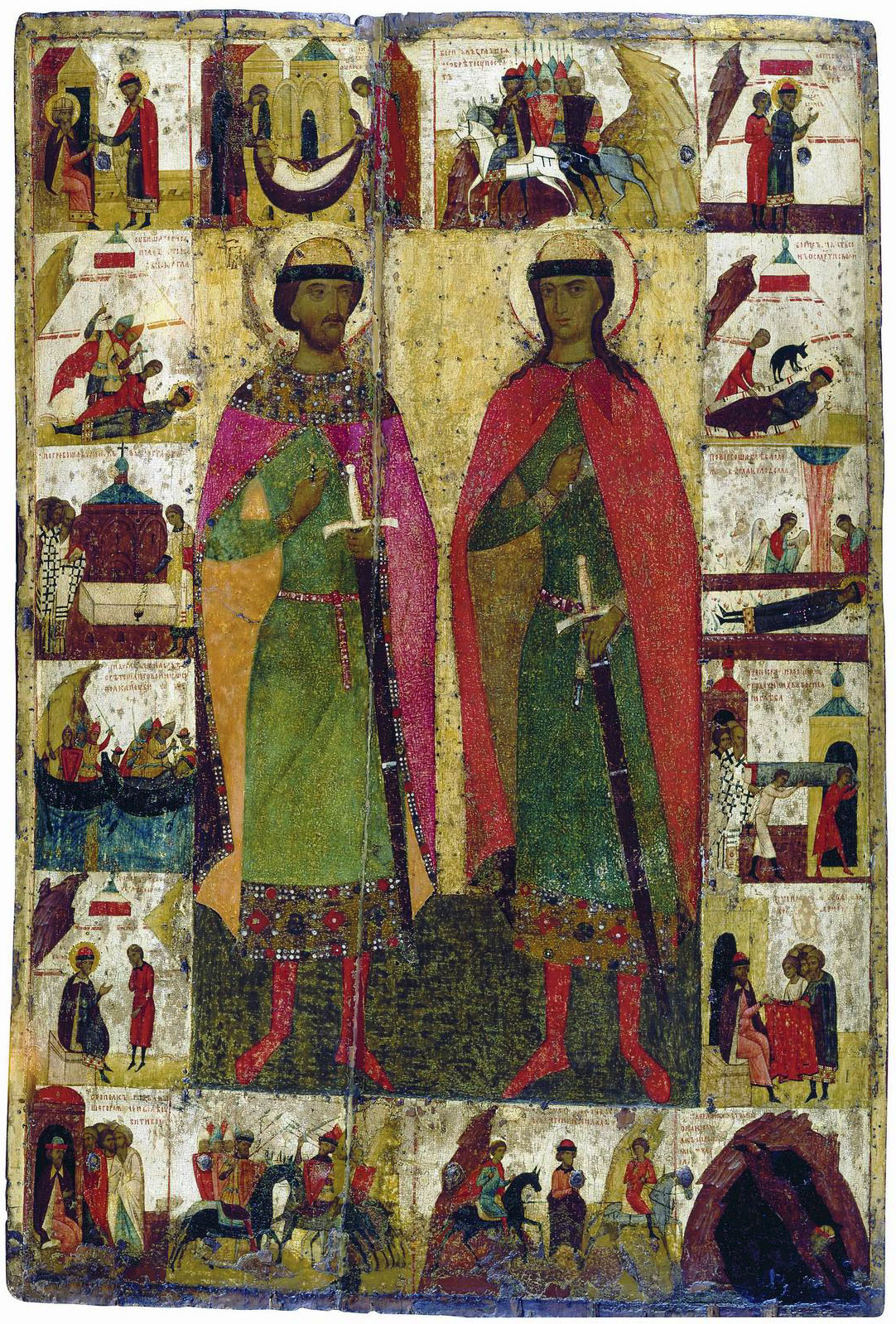
Icona russa del segle xiv

## Veneració
L'Església ortodoxa els va canonitzar poc després, en 1071. Van ser enterrats a la Catedral de Víxhhorod, que prengué el nom dels germans. La festivitat se celebra el 24 de juliol.